# Ingrid Årfelt-Svalander
Ingrid Margareta Årfelt-Svalander, född 20 november 1923 i Stockholm, död 4 augusti 1999 i Öregrund, var en svensk tecknare och grafiker.
Hon var dotter till kommendörkaptenen Curt Årfelt och Gunhild Pally och 1946–1974 gift med Yngve Svalander. Årfelt-Svalander studerade vid Edvin Ollers målarskola 1940 och grafik vid Konsthögskolan 1941–1946 samt skulptur vid samma skola 1946–1948 och vid Accademia degli Stranieri i Rom 1956 samt under studieresor till Belgien, Frankrike och Italien. Hon tilldelades stipendium från Grafiska sällskapet 1956 och från italienska staten 1965. Separat ställde hon ut ett flertal gånger i Uppsala och hon medverkade i Nationalmuseums utställning Unga tecknare, utställningar arrangerade av Grafiska sällskapet samt Liljevalchs Stockholmssalonger.
Som illustratör illustrerade hon bland annat Eva Bergs bok Dagens namn är Stella, Paul Géraldys Du och jag samt illustrationer för tidskrifterna Folket i bild, Vi och Idun. Som skulptör utförde hon småskulpturer och porträtt bland annat av skådespelaren Gunnar Sjöberg samt en väggdekoration i järnplåt för hotell Rullan i Uppsala och en bronsrelief för Uppsala stads gas- och elektricitetsverk. Hennes bildkonst består förutom illustrationer av landskap, figurer och porträtt utförda som linoleumsnitt eller teckningar. Som skriftställare publicerade hon lyrik i Bonniers litterära magasin och Folket i bild hon framträdde även med egna kåserier i Sveriges radio. Årfelt-Svalander är representerad vid Göteborgs konstmuseum, Värmlands museum, Moderna museet och Stockholms stadsmuseum.
Ingrid Årfelt ligger begravd på Uppsala gamla kyrkogård.